# Courtney Hope
Courtney Hope est une actrice américaine née le 15 août 1989 à Dallas au Texas.

## Filmographie

### Cinéma
- 2005 : Dogg's Hamlet, Cahoot's Macbeth : le patron du théâtre
- 2007 : Mad Bad : la deuxième adolescente au dîner
- 2008 : The Nature Between Us : Mercedes
- 2009 : Salt : Summer
- 2010 : Tic : Alex
- 2010 : Prowl: Amber
- 2012 : Revan : Genesis
- 2014 : Duels : Halle
- 2016 : Divergente 3 : Au-delà du mur : Anna
- 2016 : Retour vers le passé : Cassie Sinclair
- 2018 : Mon amour, mon obsession : Brooke

### Télévision

#### Téléfilms
- 2005 : Mrs. Harris : l'étudiante du Madeira
- 2007 : Born in the USA : Amy Brenson
- 2019 : L'amour sonne à Noël : Victoria

#### Série télévisés
- 2000 : Walker, Texas Ranger : Molly (saison 8, épisode 19)
- 2005 : Le Monde de Joan : Chelsea (saison 2, épisode 20)
- 2005 : Related : Anne (épisode 2)
- 2007 : Jimmy Délire (épisode 3)
- 2007 : Grey's Anatomy : Ariana (saison 4, épisode 8)
- 2008 : Les Experts : Miami : Kathy Meyers (saison 7, épisode 9)
- 2011 : Esprits criminels : Lacey Campbell (saison 7, épisode 6)
- 2012 : NCIS : Los Angeles : Mary Clark (saison 4, épisode 2)
- 2014 : Motivate Me : Clara (épisodes 1 et 2)
- 2014 : NCIS : Enquêtes spéciales : Judy Sloan (saison 12, épisode 15)
- 2015 : Bones : Elizabeth Collins (saison 10, épisode 21)
- 2016 : Transparents : Una (saison 3, 2 épisodes)
- 2017-2020 : Amour, Gloire et Beauté : Sally Spectra (286 épisodes)
- Depuis 2020 : Les Feux de l'Amour : Sally Spectra

## Jeux vidéo
- 2016 : Quantum Break : Beth Wilder
- 2019 : Control : Jesse Faden

## Distinctions

### Nominations
- 2005 : Young Artist Awards de la meilleure performance pour une jeune actrice dans un second rôle dans une série télévisée comique pour Related '2005).
- 2019 : The Game Awards de la meilleure performance dans un jeu vidéo pour Control (2019).
- 2020 : British Academy Games Awards de la meilleure performance dans un rôle principal dans un jeu vidéo pour Control (2019).
- 2020 : Soap Hub Awards de l'actrice préférée dans une série télévisée dramatique pour Amour, Gloire et Beauté (2007-2020).
- 48e cérémonie des Daytime Emmy Awards 2021 : Meilleure actrice dans un second rôle dans une série télévisée dramatique pour Amour, Gloire et Beauté (2017-2020).
- 2021 : Soap Hub Awards de l'actrice préférée dans une série télévisée dramatique pour Amour, Gloire et Beauté (2017-2020).
- 2021 : Soap Hub Awards de l'actrice préférée dans une série télévisée dramatique pour Les Feux de l'Amour (2020-).
- 2024 : Daytime Emmy Awards de la meilleure actrice dans un second rôle dans une série télévisée dramatique pour Les Feux de l'Amour (2020-).

### Récompenses
- 2010 : Method Fest de la meilleure distribution dans un thriller d'action pour Tic (2010) partagée avec Lennie James, Treva Etienne, Gary McDonald, Tina Casciani,Daniele Favilli, Howard Antony, Mark Broadnax, Tish Graves-Dawkins, Natsuo, Yumi Oh,James C. Burns, Adriohn Richardson, Gregg Binkley, Brendan Brandt, Veronica Alicino, Erik Saari,Al Espinosa, Roger Ranney, Dream Kasestatad, Natalina Maggio, Shawn M. Richardz, Marie-Françoise Theodore, Wanda Colon, Corey Miller,David Cade, Mike Vaughn, Luis Carazo, Janine Barris et Gabrielle Mitchell.
- Telly Awards 2013 : Lauréate du Prix Bronze Telly de la meilleure vidéo pour Someone Picked the Wrong Girl (2013) partagée avec Bill Rogin (Réalisateur) et R. Lee Ermey (Acteur).
- Action on Film International Film Festival 2018 : Lauréate du Trophée Maverick de la meilleure actrice dans un thriller de science-fiction pour Displacement (2016).